# Eurata vulcanus
Eurata vulcanus là một loài bướm đêm thuộc phân họ Arctiinae, họ Erebidae.